# Stazione meteorologica di Mineo
La stazione meteorologica di Mineo è la stazione meteorologica di riferimento relativa alla località di Mineo.

## Coordinate geografiche
La stazione meteo si trova nell'Italia insulare, in Sicilia, in provincia di Catania, nel comune di Mineo, a 550 metri s.l.m. e alle coordinate geografiche 37°16′N 14°41′E.

## Dati climatologici
In base alla media trentennale di riferimento 1961-1990, la temperatura media del mese più freddo, gennaio, si attesta a +7,9 °C; quella dei mesi più caldi, luglio e agosto, è di +26,5 °C .
| Mineo              | Mesi | Mesi | Mesi | Mesi | Mesi | Mesi | Mesi | Mesi | Mesi | Mesi | Mesi | Mesi | Stagioni | Stagioni | Stagioni | Stagioni | Anno |
| Mineo              | Gen  | Feb  | Mar  | Apr  | Mag  | Giu  | Lug  | Ago  | Set  | Ott  | Nov  | Dic  | Inv      | Pri      | Est      | Aut      | Anno |
| ------------------ | ---- | ---- | ---- | ---- | ---- | ---- | ---- | ---- | ---- | ---- | ---- | ---- | -------- | -------- | -------- | -------- | ---- |
| T. max. media (°C) | 11,3 | 12,8 | 15,2 | 18,5 | 23,4 | 29,4 | 33,2 | 33,1 | 28,2 | 22,2 | 17,2 | 13,1 | 12,4     | 19,0     | 31,9     | 22,5     | 21,5 |
| T. min. media (°C) | 4,4  | 4,9  | 6,7  | 8,6  | 12,5 | 17,0 | 19,9 | 20,0 | 16,9 | 13,1 | 9,3  | 6,0  | 5,1      | 9,3      | 19,0     | 13,1     | 11,6 |